# Nécropole nationale d'Esnes-en-Argonne
La Nécropole nationale de Esnes-en-Argonne est un cimetière militaire de la Première Guerre mondiale situé sur le territoire de la commune d'Esnes-en-Argonne dans le département de la Meuse, en région Grand Est.

## Historique
La nécropole d'Esnes-en-Argonne a été aménagée de 1920 à 1930 lors du transfert des dépouilles de soldats inhumés dans des cimetières de la rive gauche de la Meuse. Le cimetière a été rénové en 1975.

## Caractéristiques
D'une superficie de 3,4 ha, la nécropole rassemble 6 661 corps de soldats français dont 3 661 en tombes individuelles et 3 000 en deux ossuaires.

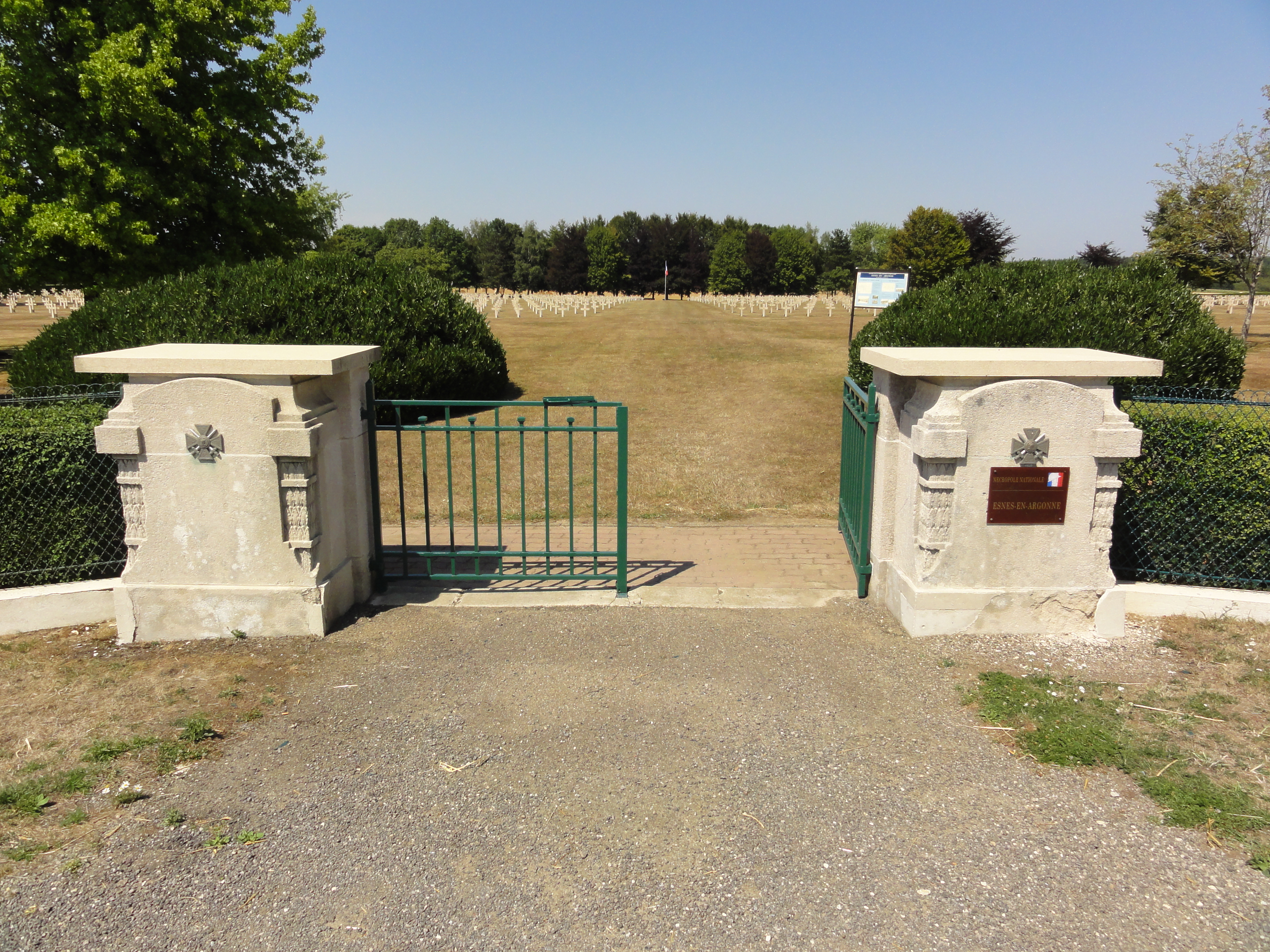
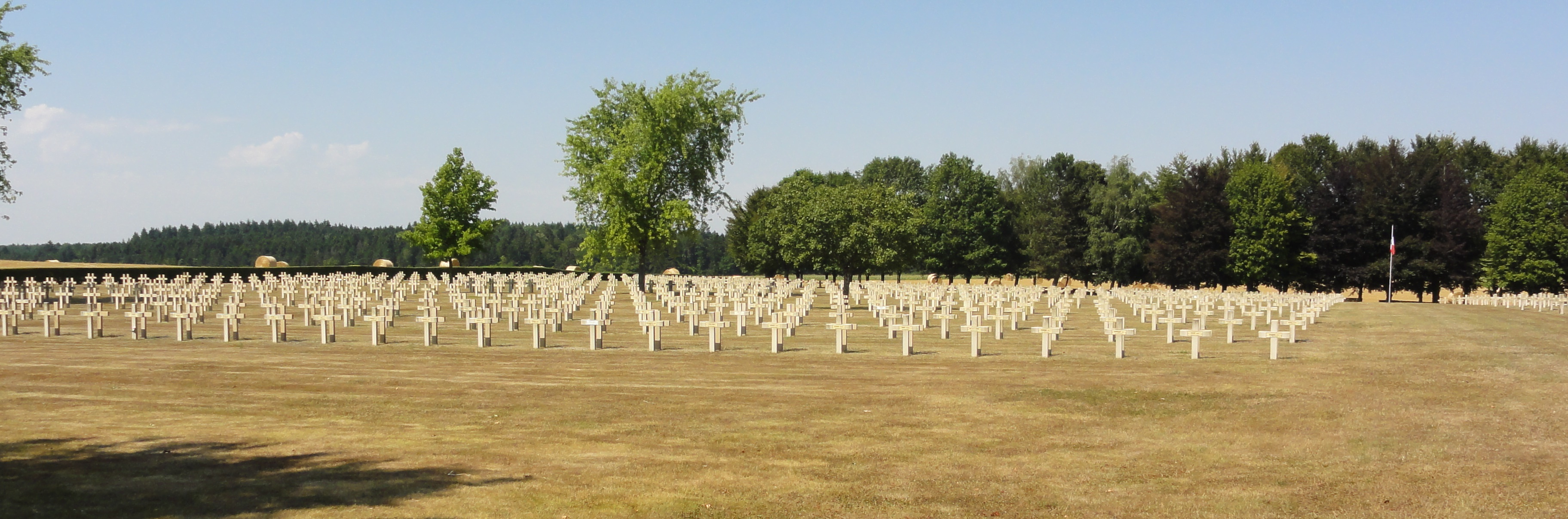
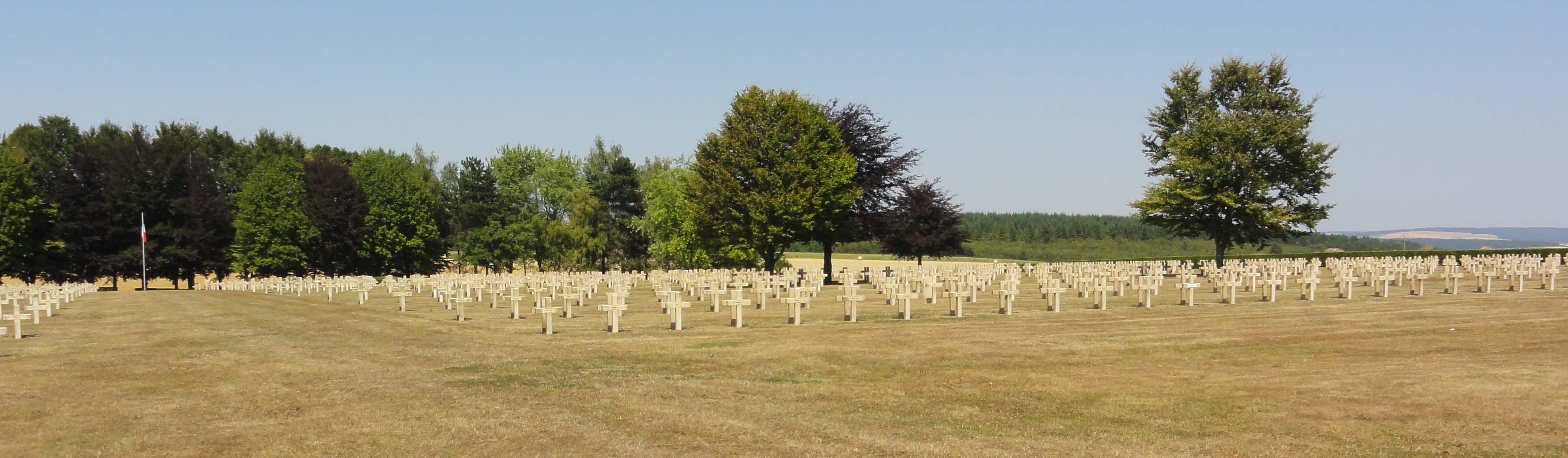
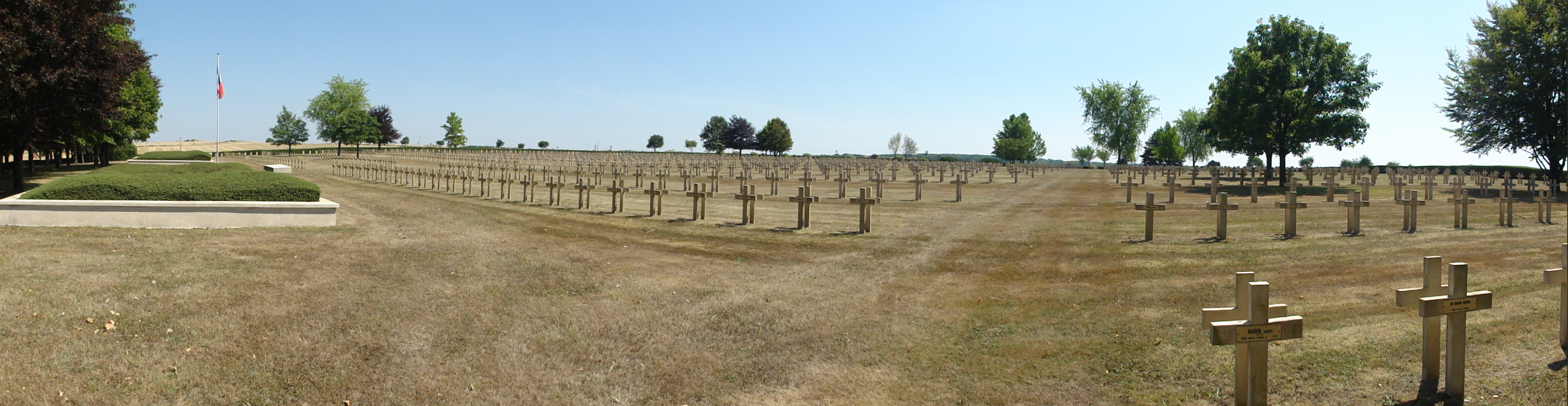
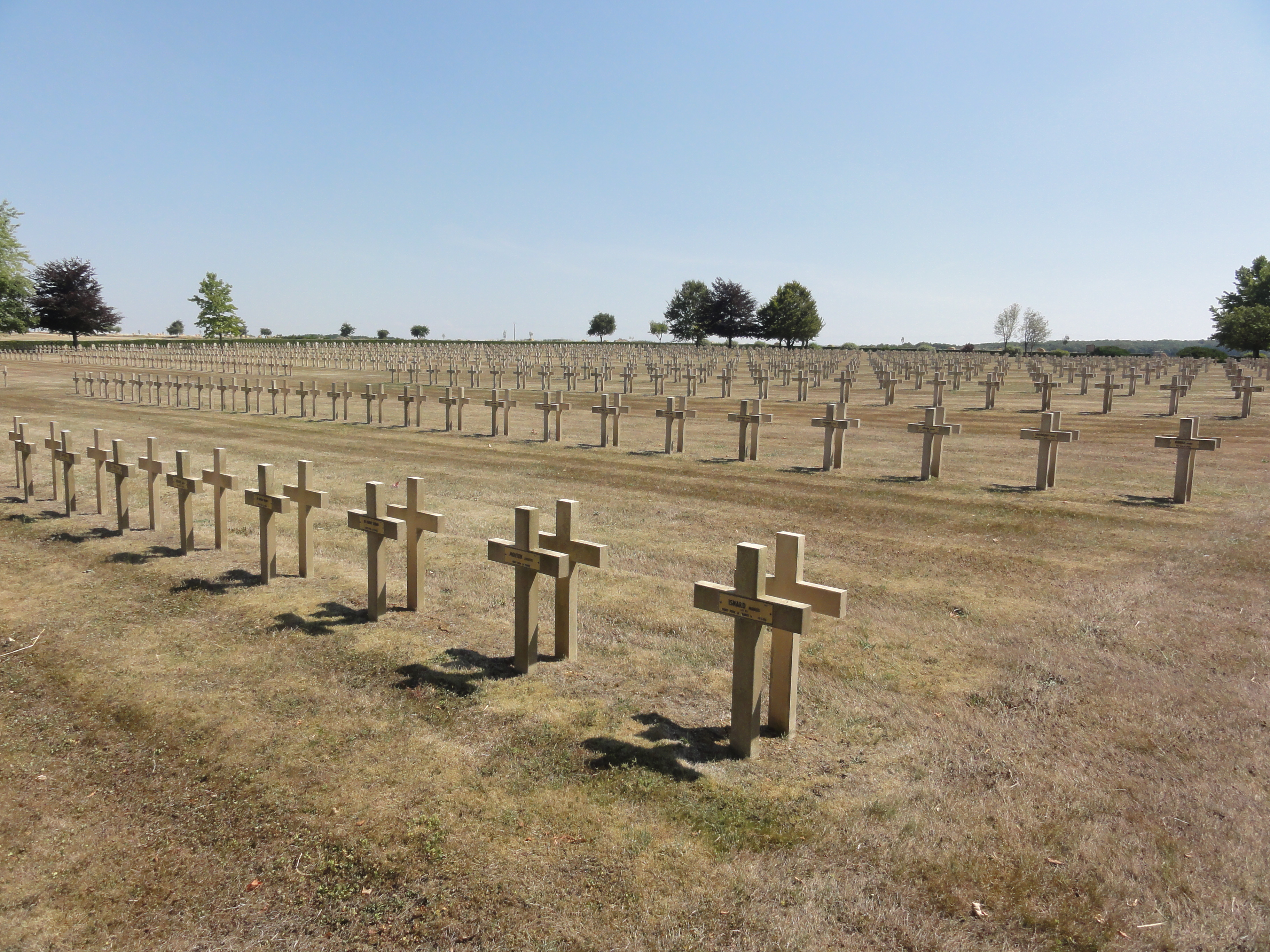
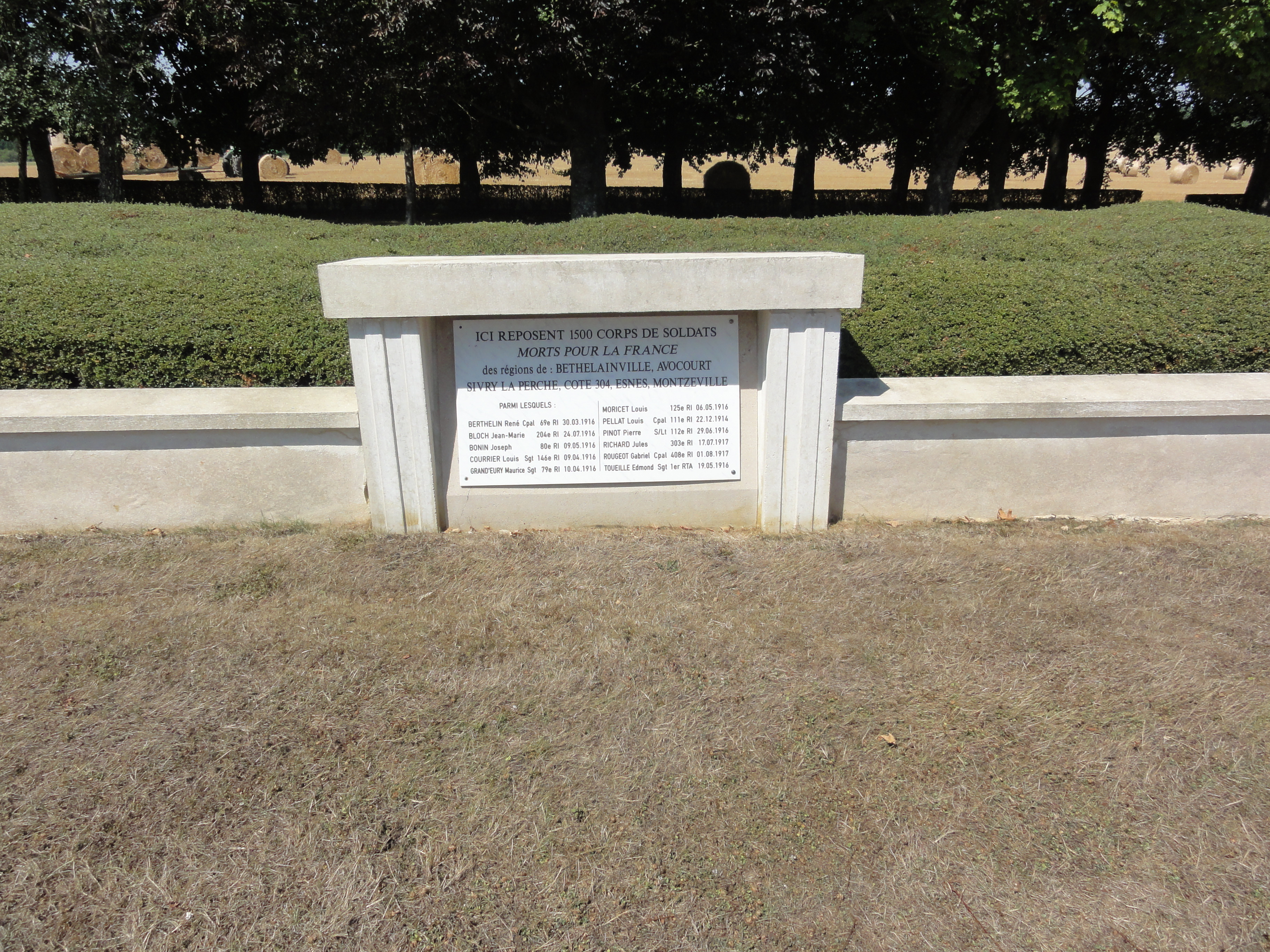
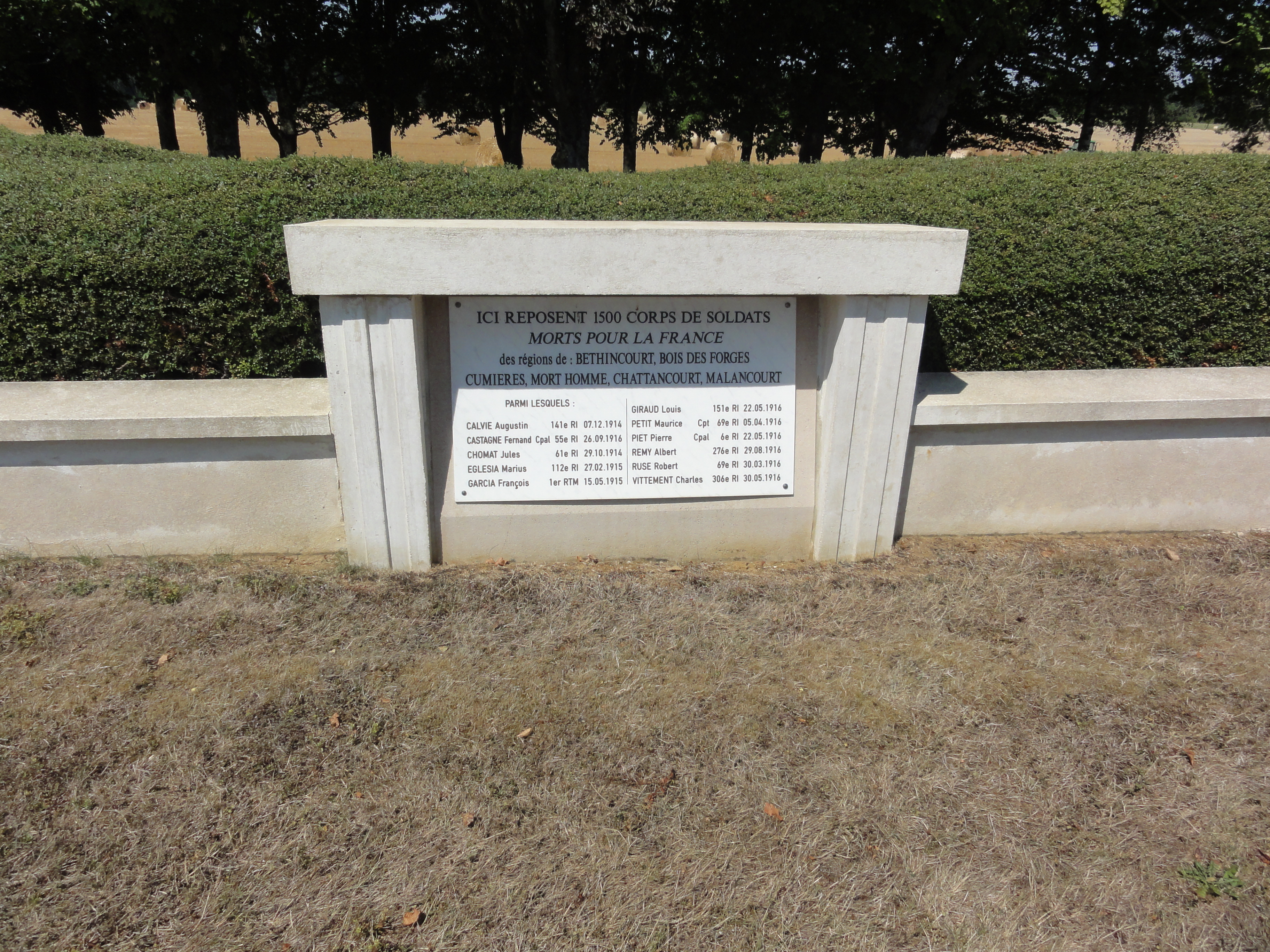